# Tarjeta sintonizadora de televisión

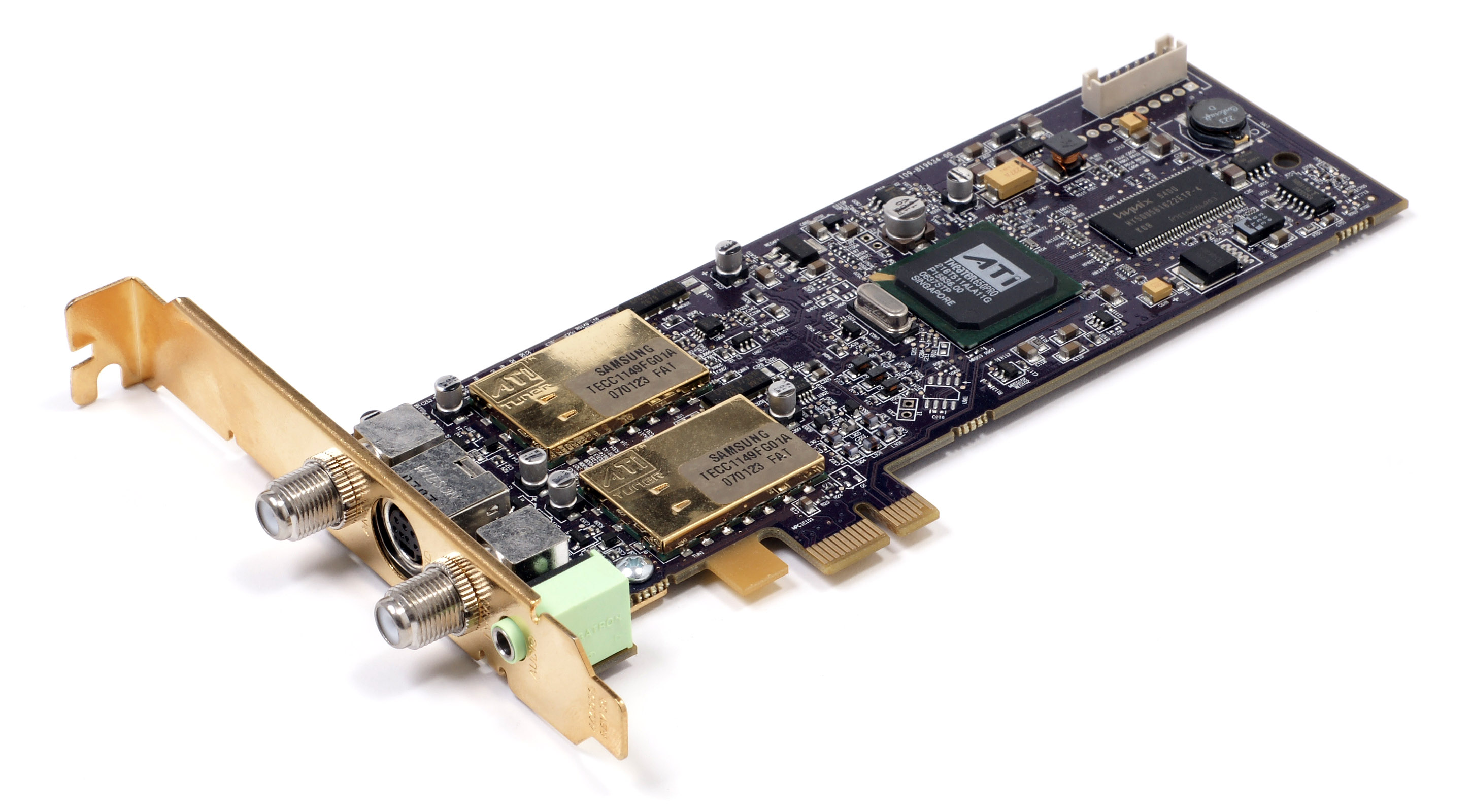
ATI Twin Wonder TV tuner PCI-Express

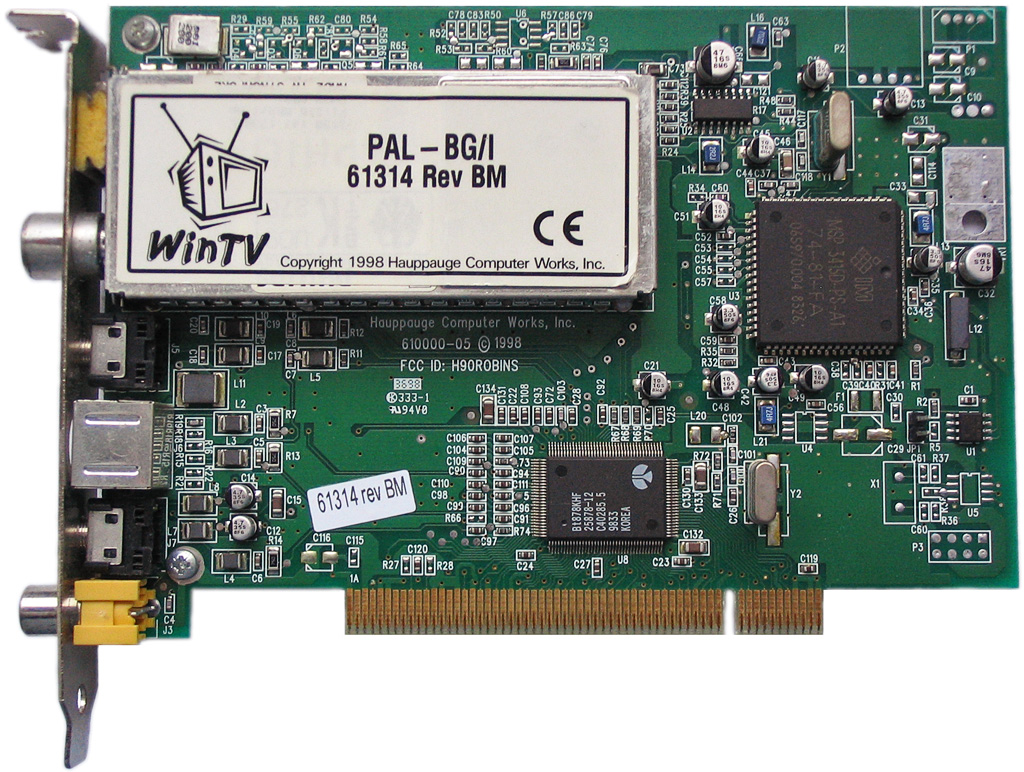
Sintonizadora analógica PAL Hauppauge WinTV PAL-BG/I 61314 Rev BM PCI equipado con el popular chip Brooktree Bt878.

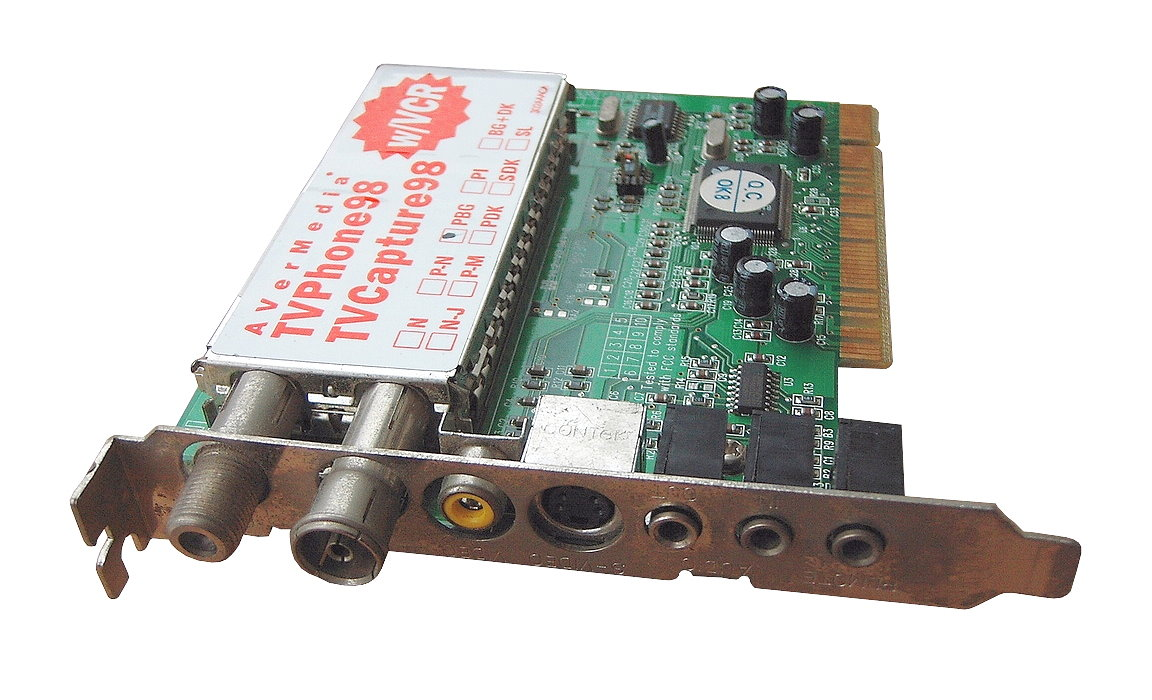
Sintonizadora analógica PAL AVerMedia TVPhone98 PCI equipado con el popular chip Brooktree Bt878.

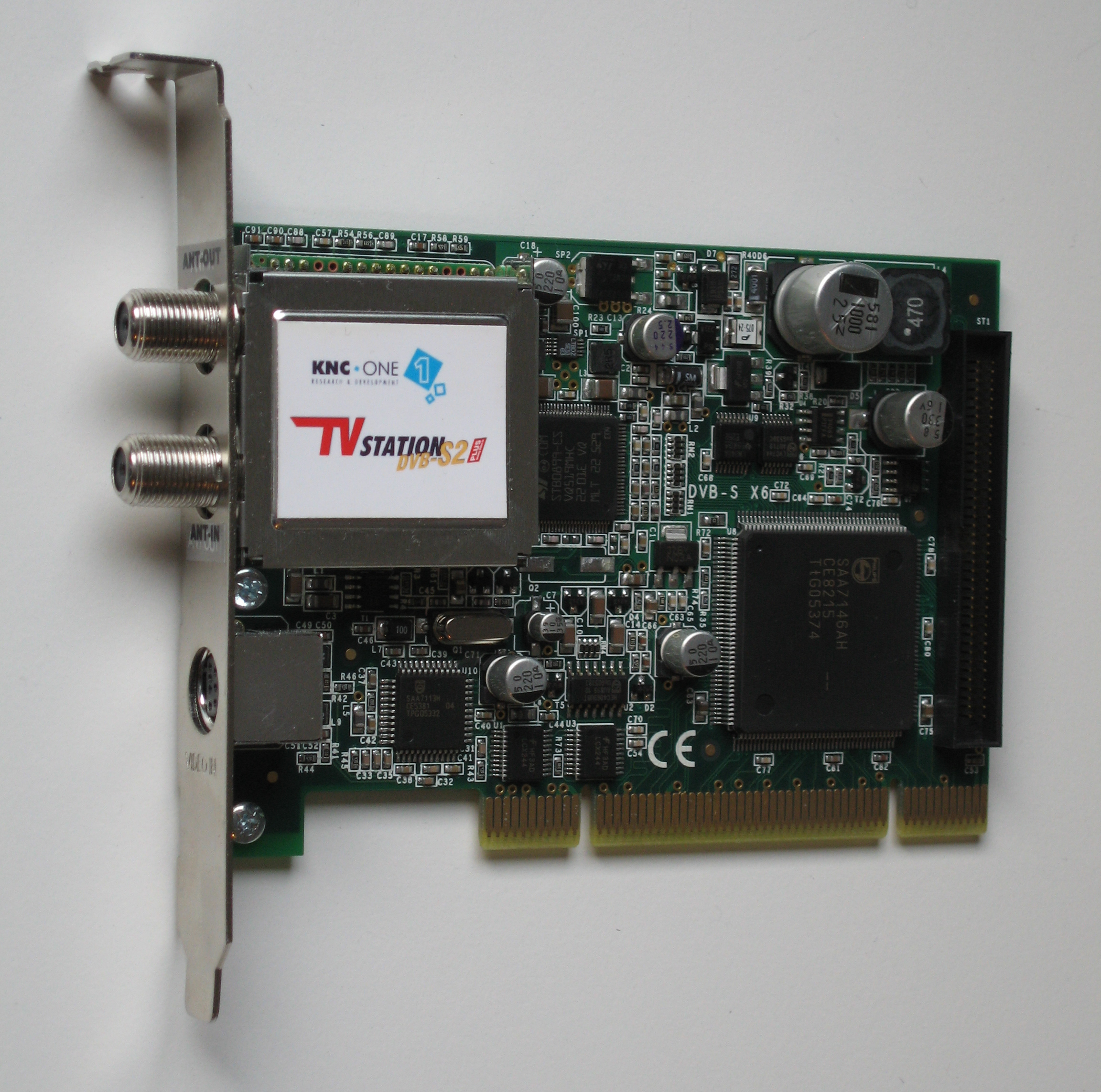
KNC One TV Station DVBS2 PLUSA sintonizadora DVB-S2 PCI.

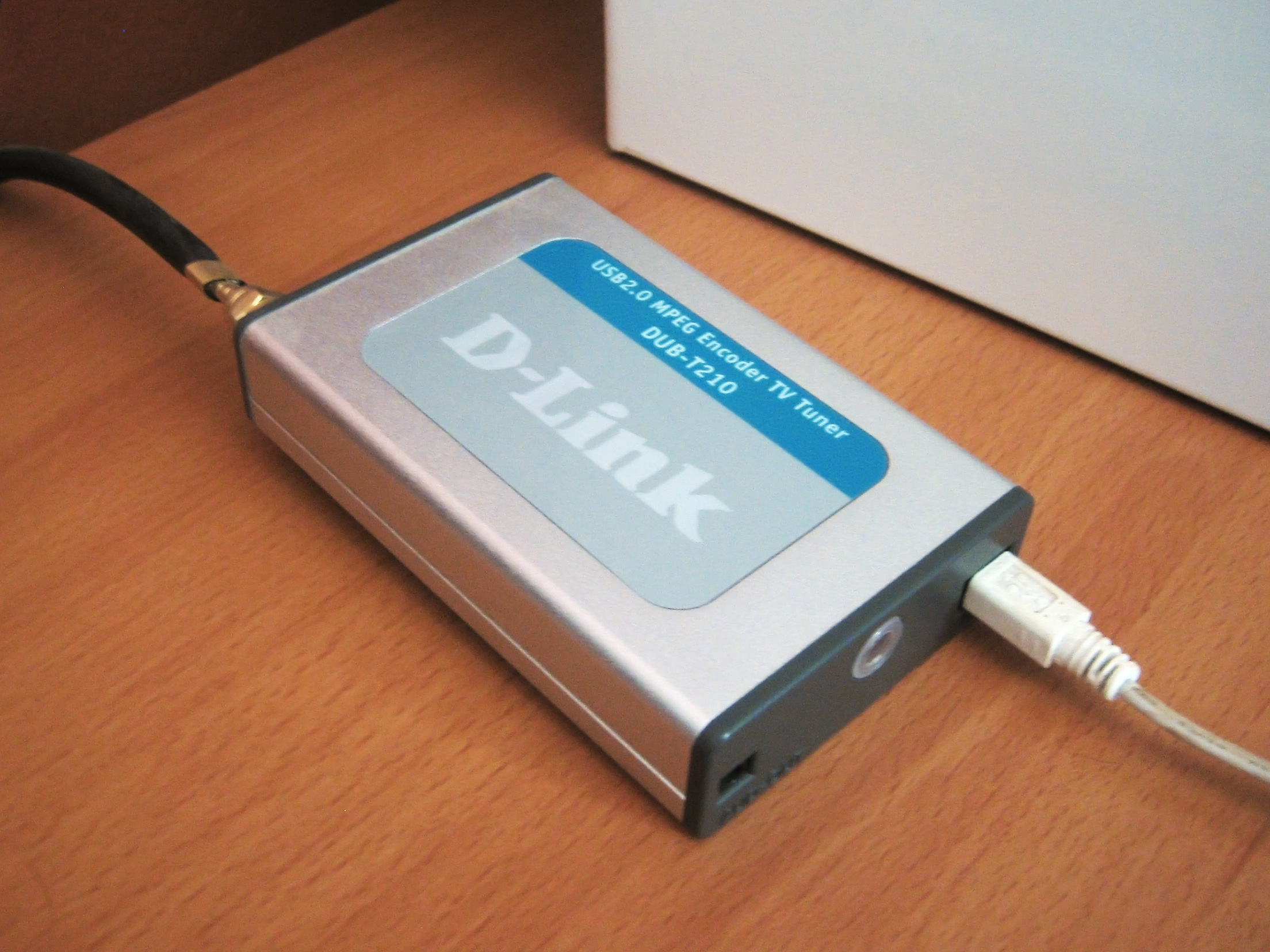
Sintonizador USB D-Link DUB-T210.

Una tarjeta sintonizadora (o capturadora) de televisión es un periférico que permite ver los distintos tipos de televisión en el monitor de computadora. La visualización se puede efectuar a pantalla completa o en modo ventana. La mayoría de los sintonizadores de TV también funcionan como capturadoras de vídeo, lo que les permite grabar programas de televisión en un disco duro al igual que un grabador de video digital.
La señal de televisión entra en la toma de antena de la sintonizadora y puede proceder de una antena (externa o portátil) o bien de la emisión de televisión por cable.
Este periférico puede ser una tarjeta de expansión, generalmente de tipo PCI, o bien un dispositivo externo que se conecta al puerto USB. Los modelos externos codifican la grabación por software; es decir, que es el procesador de la computadora quien realmente hace todo el trabajo. Existen modelos internos que realizan la codificación de la grabación por hardware; es decir que es la propia tarjeta quien la hace, liberando de esa tarea al procesador de la computadora lo cual mejora el rendimiento del computador. En consecuencia, en una misma computadora se podrá efectuar una grabación de calidad (sin pérdida de frames) a mayor resolución con una sintonizadora interna que con una externa.
La gama All-In-Wonder de ATI Technologies es notable por incorporar dos sintonizadoras y, en algunos casos, combinarse con trajetas de vídeo, aprovechando que desde la gama ATI Rage incorporan decodificación de vídeo MPEG-2 en su hardware.
Las sintonizadoras se distribuyen junto a sus drivers y un software que permite la sintonización, memorizado, visualización y grabación directa o programada de los canales. También existe software gratuito de terceros que funciona con cualquier tarjeta sintonizadora y que en muchos casos mejora la calidad de la visualización y de la grabación obtenida por el software original de la sintonizadora:
- Dscaler[1]
- Kastor!TV[2]
- MythTV
- Tvtime[3]
- Xawtv[4]
- Zapping[5]

Las sintonizadoras permiten la visualización de teletexto y disponen de mando a distancia por infrarrojos. Adjuntan un receptor para dicho mando, que se conecta a un puerto de la computadora, generalmente el COM1. Es posible utilizar el mando para manejar otras aplicaciones de la computadora mediante software específico (ej: LIRC) que convierte los botones pulsados en el mando en códigos de teclado. Por ejemplo el software puede convertir la pulsación de la tecla "Play" del mando en la pulsación de la tecla "P" del teclado de la computadora.

## Tipos
Actualmente existen distintos tipos de sintonizador, según el tipo de emisión de televisión que queramos recibir en la computadora:
- Analógicas: sintonizan los canales analógicos recibidos por antena (la televisión "de toda la vida") y/o por cable (por ejemplo en su momento de la compañía española Ono).
- Híbridas: el sintonizador puede actuar como analógico o digital, pero requiere una reconfiguración que le provoque un reinicio, por lo que no puede cambiar al vuelo.
- Combo: incorporan dos sintonizadores, uno analógico y otro digital. El cambio se puede hacer al vuelo al conmutar el chip por el que pasa la señal.
- Digitales: las de tipo DVB-T (las más habituales) sintonizan los canales de la televisión digital terrestre TDT, que se recibe por antena. Las de tipo DVB-C sintonizan los canales de la televisión digital por cable, pero no los de TDT. Actualmente no hay modelos "combinados" DVB-T/C.
- Satélite: sintonizan los canales de la televisión recibidos por antena parabólica (por ejemplo, del satélite Hispasat).
- Mobile TV: son equipos externos de sintonización para dispositivos móviles como el iPhone o las tabletas para recibir emisiones DVB-IPI, MediaFLO u One seg bien libres, bien de pago. Existen además como dispositivos independientes que trasmiten el Streaming vía Wi-Fi, como el myTV Wi-Fi de Hauppauge. Un caso particular fueron varios modelos de teléfonos inteligentes chinos basados en Android 2.3 que incorporaban un sintonizador de TV analógica con su correspondiente antena.

Algunos modelos analógicos añaden también la sintonización de radio FM. En el caso de las digitales, lo hacen como radio digital.
Las sintonizadoras analógicas soportan un sistema de color determinado: PAL, SECAM o NTSC. Algunos modelos soportan varios sistemas y otros permiten cambiarlo mediante una actualización del firmware.

### Fabricantes
- ADS Tech
- Avermedia
- Conceptronic
- Encore Electronics (enlace roto disponible en Internet Archive; véase el historial, la primera versión y la última).
- Freecom
- Hauppauge
- LifeView
- Redbell
- Pinnacle Systems
- Zaapa

- Datos: Q4348
- Multimedia: Television tuner cards / Q4348